# Vincent Redetzki
Vincent Redetzki (né le 1er avril 1992 à Berlin-Charlottenbourg) est un acteur allemand.

## Biographie
Redetzki apparaît pour la première fois devant la caméra à l'âge de six ans pour un petit rôle dans Au rythme de la vie. À douze ans, il joue son premier rôle principal dans l'ensemble du film d'Andreas Dresen Un été à Berlin. Depuis l'âge de onze ans, on peut le voir régulièrement à la Schaubühne am Lehniner Platz, à Berlin.
Il est aussi présent dans la trilogie Charlotte et sa bande et la distribution du film Les Jours à venir.

## Filmographie
Cinéma
- 2005 : Un été à Berlin, réalisation : Andreas Dresen
- 2006 : Charlotte et sa bande, réalisation : Vivian Naefe
- 2007 : Charlotte et sa bande 2 : premières amours, réalisation : Vivian Naefe
- 2009 : Charlotte et sa bande : vers l'âge adulte, réalisation : Vivian Naefe
- 2009 : Für Miriam, réalisation : Lars-Gunnar Lotz
- 2010 : Les Jours à venir, réalisation : Lars Kraume
- 2012 : Landerdbeeren, réalisation : Esther Bialas (Kurzfilm)
- 2013 : Les Enfants-loups (de), réalisation : Rick Ostermann
- 2014 : Jack, réalisation : Edward Berger
- 2014 : Nocebo, réalisation : Lennart Ruff
- 2015 : Das richtige Leben, réalisation : Robert Heber
- 2015 : Die Klasse - Berlin 61
- 2015 : Buddha's Little Finger (en), réalisation : Tony Pemberton
- 2016 : Seitenwechsel (de), réalisation : Vivian Naefe
- 2019 : Brecht, réalisation : Heinrich Breloer
- 2020 : Octopus and Moray, réalisation : Sebastian Husak
- 2020 : Der verlorene Kaiser, réalisation : Sascha Vredenburg

Télévision
- 1998 : Au rythme de la vie (série)
- 2003 : Für alle Fälle Stefanie (épisode Verabredung zum Leben)
- 2004 : Stauffenberg, l'attentat
- 2005 : Airlift - Seul le ciel était libre
- 2009 : Die Wölfe (de)
- 2009 : Tatort: Mit ruhiger Hand (de)
- 2011 : Tatort: Tod einer Lehrerin (de)
- 2012 : Mittlere Reife (de)
- 2012 : Tatort: Im Namen des Vaters (de)
- 2012 : Der Doc und die Hexe (épisode Nebenwirkungen)
- 2013 : Polizeiruf 110: Der verlorene Sohn (de)
- 2013 : Die Frau hinter der Wand (Regie: Grzegorz Muskala)
- 2013 : Polizeiruf 110: Wolfsland (de)
- 2013 : Die Frau hinter der Wand (de)
- 2014 : Polizeiruf 110: Abwärts (de)
- 2014 : SOKO Köln (épisode Wer ohne Sünde ist)
- 2014 : Mord am Höllengrund (de)
- 2015 : Dengler (épisode Die letzte Flucht)
- 2015 : Polizeiruf 110: Wendemanöver
- 2015 : Letzte Spur Berlin (épisode Allesfresser)
- 2016 : Polizeiruf 110: Endstation (de)
- 2018 : Das Boot (épisode Geheime Missionen)
- 2019 : Tatort: Weiter, immer weiter (de)
- 2020 : Die Chefin (épisode Verzockt)
- 2022 : Kleo (série télévisée)
- 2024 : Levi Strauss et l'étoffe des rêves, réalisateur: Neele Leana Vollmar (ARD)